# Vladimíra Sedláková

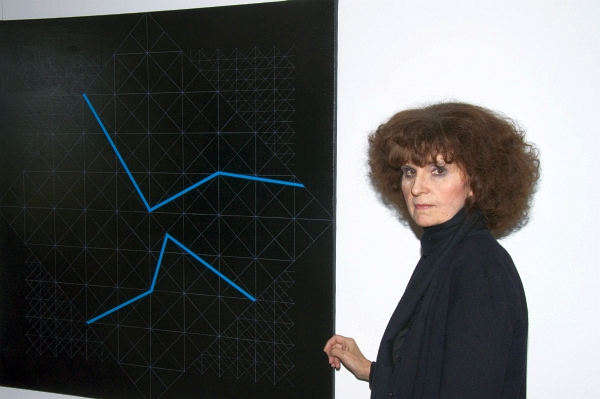
Vladimíra Sedláková při retrospektivní výstavě v Muzeu města Brna, hrad Špilberk v roce 2013. Foto Miloš Strnad, Muzeum města Brna, hrad Špilberk

Vladimíra Sedláková (* 17. dubna 1952 Brno) je česká malířka a grafička.

## Život
V letech 1961–1967 studovala na Lidové škole umění v Brně pod vedením Roberta Hliněnského, jednoho z předních brněnských malířů. Ve studiu u Roberta Hliněnského pokračovala v letech 1972––1975. V letech 1967–1971 studovala na Střední průmyslové škole strojnické v Brně, kde se seznámila se světem strojů, který bude v její kariéře svobodné umělkyně – malířky – hrát jednu z klíčových úloh. Vladimíra Sedláková vystudovala v letech 1975–1980 Akademii výtvarných umění v Praze u profesora Jana Smetany, člena Skupiny 42. Zároveň vystudovala v letech 1977–1979 také Scénografickou školu ÚV SČDO v Praze.

## Dílo
Její tvorba se dělí na několik časových období. V letech 1972–1978 vytvářela kompozice zátiší, v letech 1978–1980 se zabývala figurální tvorbou, v letech 1980–1982 hledala ve svém díle konstruktivní řešení městské architektury, v letech 1982–1989 charakterizuje její tvorbu věda techniky, v letech 1989–1992 se ve svých dílech zabývá tématem struktury a drsnosti, v letech 1992–1994 nazývá své obrazy slovem „Charakteristiky“ a od roku 1994 dodnes tvoří svá díla s pomocí média počítače. Po sérii obrazových celků „Duplicate“, „Mirror“, „Trojdomé zrcadlení“, Obrazy z obrazů“ nebo „Layers“ se Vladimíra Sedláková obrací v současnosti k tomu, čemu sama říká „duchovní umění“ a co spočívá v téměř nepatrných nuančních rozdílech barev na rozhraní dvou ploch. Svůj doznívající kontakt s konkretismem, proměňujícím se v čase a prostoru, nahrazuje příklonem k duchovnu a následnou eliminací prázdného prostoru vstoupením do čistého prostoru. Digitální revoluce otevřela pro autorku třetí dimenzi, která paradoxně utlumila geometrické materiálno v jejím výtvarném projevu.Geometrie, představovaná pozemským pohybem, časem a prostorem, se v současném díle Vladimíry Sedláková mění v nadpozemsky homogenní, čistě panenskou a beztvarou substanci. Podle Vladimíry Sedlákové je předností duchovna coby duchovně čistého prostoru jeho výrazové nekonečno.

### Malířské a grafické dílo
Vladimíra Sedláková je umělkyní se širokým záběrem malířských a grafických technik. Pracuje technikou olejomalby, akryl, kvaš, tempera, akvarel, perokresba, kresba tužkou, lavírovaná kresba, pastel. Umělecká tvorba Vladimíry Sedláková zahrnuje obrazy, kresby, sochy a realizace vyjadřující umělecké cítění v duchu moderní abstrakce.

## Ocenění
Vladimíra Sedláková je držitelkou cen SONP Kladno (1980), Ceny I. brněnského plenéru (1983), Ceny III. přehlídky mladých brněnských výtvarníků (1984), Ceny IV. přehlídky mladých brněnských výtvarníků (1986) a především Ceny Masarykovy akademie, kterou obdržela v roce 1994.

## Externí odkazy

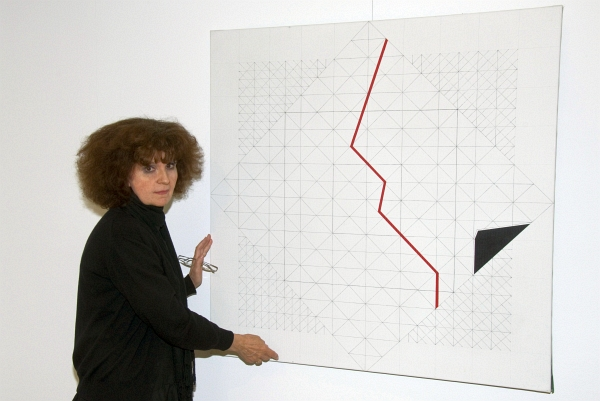
Vladimíra Sedláková při retrospektivní výstavě v Muzeu města Brna, hrad Špilberk v roce 2013. Foto Miloš Strnad, Muzeum města Brna, hrad Špilberk

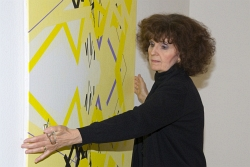
Vladimíra Sedláková při retrospektivní výstavě v Muzeu města Brna, hrad Špilberk v roce 2013. Foto Miloš Strnad, Muzeum města Brna, hrad Špilberk